# Босий Василь Іванович
Василь Іванович Босий (нар. 1946) — радянський футболіст, нападник.

## Життєпис
Вихованець кіровоградської ДЮСШ-2, перший тренер — В.П. Рєзнік. Дорослу футбольну кар'єру розпочав 1964 року в «Зірці». У футболці кіровоградського клубу відіграв один сезон, провів 21 матч (3 голи) у Другій лізі СРСР та 2 поєдинки у кубку СРСР. Наступний сезон розпочав у вінницькому «Локомотиві» (31 матч та 1 гол у Першій лізі СРСР та 2 поєдинки у кубку СРСР). По ходу сезону 1966 року спочатку перебрався до дубля київського «Динамо», за яке провів 2 поєдинки, а згодом опинився в «Шахтарі». У класі «А» чемпіонату СРСР дебютував 2 травня 1966 року в програному (1:3) виїзному поєдинку 5-го туру проти кутаїського «Торпедо». Василь вийшов на поле в стартовому складі та відіграв увесь матч. У сезоні 1966 року зіграв у 5-ти матчах Класу «А» та 1-му поєдинку кубку СРСР.
Напередодні старту наступного сезону підсилив «Чорноморець». У футболці «моряків» дебютував 17 квітня 1967 року в нічийному (1:1) домашньому поєдинку 4-го туру першої групи класу «А» проти московського «Спартака». Босий вийшов на поле в стартовому складі та відіграв увесь матч. Першими голами в еліті радянського футболу відзначився 1 вересня 1968 року на 24-й та 60-й хвилинах переможного (4:0) домашнього поєдинку 25-го туру 1-ї групи Класу «А» проти кіровобадського «Динамо». Василь вийшов на поле в стартовому складі та відіграв увесь матч. У складі одеситів у вищому дивізіоні радянського чемпіонату провів 4 сезони. За підсумками сезону 1970 року «Чорноморець» понизився в класі, але Василь Босий залишився в команді й на наступний сезон, по завершенні якого залишив «моряків». Загалом з 5 сезонів у Чорноморці в чемпіонатах СРСР зіграв 90 матчів та відзначився 17-ма голами, ще 5 матчів (1 гол) провів у кубку СРСР.
У 1972 році перейшов до друголігової «Даугави», кольори якої захищав до 1975 року (з перервою у 1973 році, коли Василь грав за команду КФК «Шторм» Одеса). У футболці даугавського клубу відіграв 5 сезонів у Другій лізі СРСР (94 матчі, 38 голів). Наприкінці кар'єри виступав за ризькі клуби «Енергія» та «Торпедо» у чемпіонаті Латвійської РСР. Футбольну кар'єру завершив 1981 року.